# Vanvittig forelsket
Vanvittig Forelsket (arbejdstitel: Daniel, eng. titel: Love & Rage) er en dansk ungdomsthriller fra 2009, som er instrueret af Morten Giese. Filmen havde premiere 31. juli 2009.
I filmen følger vi drengen Daniel, der er konservatoriets mest talentfulde pianistelev med en lovende karriere foran sig, men hvis liv ændrer sig, da han forelsker sig i Sofie.

## Medvirkende
- Cyron Bjørn Melville
- Sara Hjort
- Dejan Cukic
- Charlotte Fich